# Chicago-Marathon

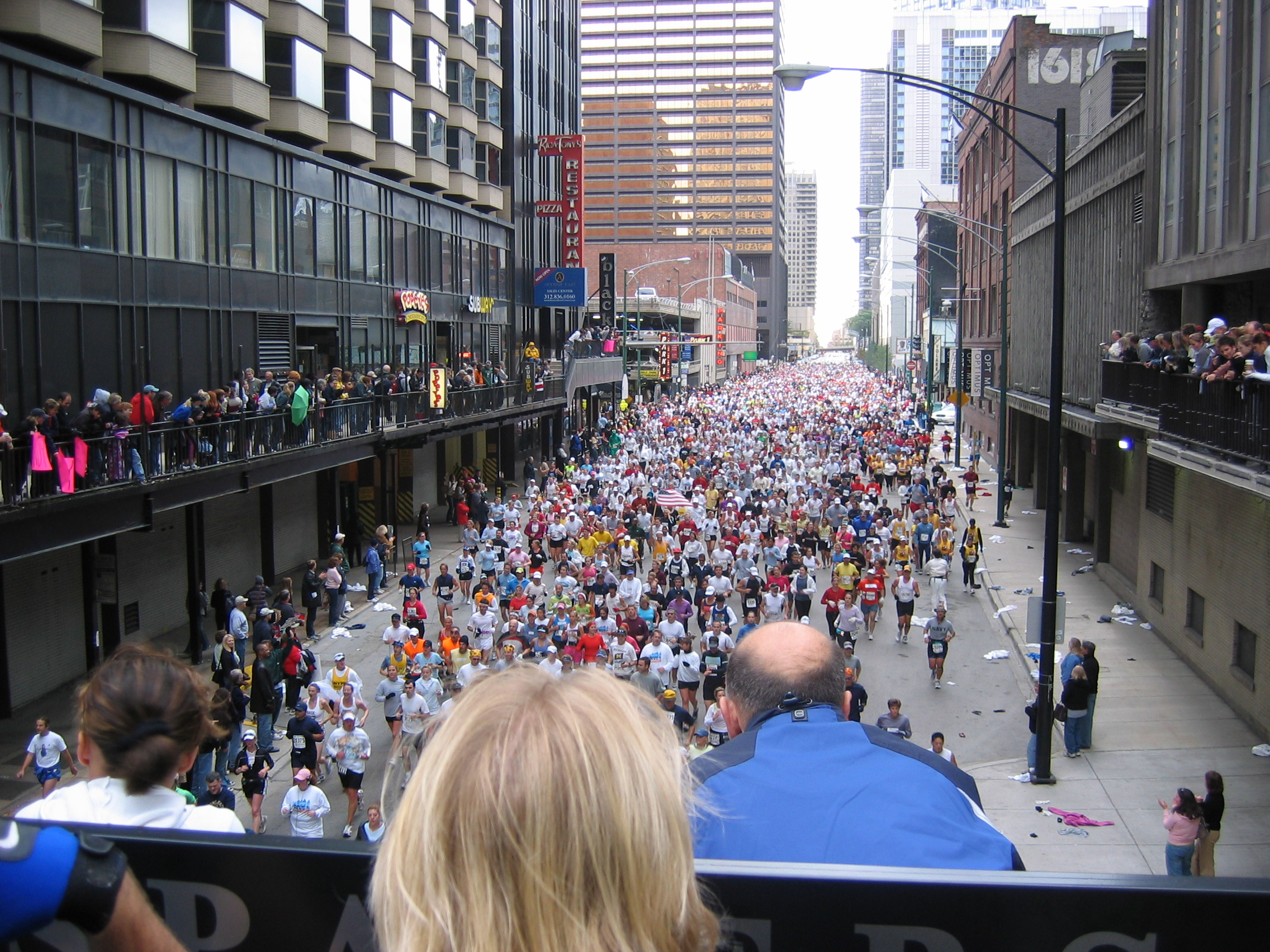
Blick von der Michigan Avenue auf das Starterfeld, 2005

Der Chicago-Marathon (offizieller Name seit 2008 Bank of America Chicago Marathon) ist ein Marathon in Chicago, der zu den größten weltweit gehört. Aufgrund seines extrem flachen Kurses und der Verpflichtung internationaler Spitzenläufer wurden hier bereits sechs Weltbestleistungen gelaufen.
Zur Teilnahme bedarf es einer Qualifikationszeit oder Glück bei der Verlosung der Startplätze. Der offizielle Zielschluss ist nach sechseinhalb Stunden, was nach europäischen Maßstäben großzügig, nach amerikanischen eher streng ist.

## Geschichte
Chicagos erster Marathon fand am 25. September 1977 statt, das Startgeld betrug 5 US$. Mit 2.128 Finishern war der neue Lauf auf Anhieb einer der teilnehmerstärksten Marathons der Welt. Die Sieger hießen Dan Cloeter (2:17:52) aus Indiana und Dorothy Doolittle (2:50:47) aus Texas.
Bereits beim Folgerennen traten über 5.200 Läufer an, von denen trotz großer Hitze 4.053 ins Ziel gelangten. Bei diesem Rennen wurde erstmals in den USA aus zwei Blöcken gestartet.
1982 wurden zum ersten Mal Preisgelder ausgelobt. Zwei Jahre später stellte der Brite Steve Jones mit 2:08:05 eine Weltbestzeit auf.
Obwohl beim 10. Jubiläum 1986 bereits 12.000 Läufer antraten und 8.173 ins Ziel kamen, gab es im Folgejahr wegen Sponsorenmangels keinen Marathon, sondern nur einen Halbmarathon.
1994 konnte mit der LaSalle Bank ein neuer Sponsor gewonnen werden, und der Lauf hieß fortan offiziell LaSalle Bank Chicago Marathon. Nach der Übernahme der LaSalle Bank durch die Bank of America 2008 wurde der Name entsprechend angepasst.
1999 stellte der Marokkaner Khalid Khannouchi eine weitere Weltbestzeit mit 2:05:42 auf. Im Folgejahr siegte er, nun US-amerikanischer Bürger, geworden, mit der US-Rekordzeit von 2:07:01.
2001 entschied sich der eigentlich als Tempomacher für die erste Streckenhälfte engagierte Benedict Muli Kimondiu durchzulaufen und gewann das Rennen. Im selben Rennen lief Catherine Ndereba mit 2:18:47 eine Weltrekordzeit, wodurch sich Chicago nun amerikanische Rekorde und Weltrekorde für Männer und Frauen zurechnen durfte.
Im Jahr darauf war es Paula Radcliffe, die mit 2:17:18 Chicago den vierten Weltrekord bescherte.
Seit 2006 gehört der Chicago-Marathon zu den World Marathon Majors.
2007 musste das Rennen abgebrochen werden, nachdem bei Temperaturen von über 30 °C ein Amateurläufer tot zusammengebrochen war und Hunderte von Athleten von Sanitätern versorgt werden mussten. Die Siegerzeiten in diesem Jahr waren den Umständen entsprechend die langsamsten seit 1995 bzw. 1992. Im selben Jahr gab es das knappste Finish in der Geschichte des Chicago-Marathons: Nur 0,05 Sekunden trennten den Sieger Patrick Mutuku Ivuti vom Zweiten Jaouad Gharib.
Die Russin Lilija Schobuchowa gewann als erste Frau dreimal in Folge. Nach ihrer Dopingsperre wurden ihr die Titel 2009, 2010 und 2011 aber wieder aberkannt.
Nachdem alle bisherigen offiziellen Marathon-Weltrekorde bei den Männern in Berlin erzielt wurden, ist Chicago seit Oktober 2023 die schnellste offizielle Marathonstrecke der Welt. 2023 stellte Kelvin Kiptum bei den Männern mit 2:00:35 h einen neuen Weltrekord auf, ehe ein Jahr später selbiges Kunststück Ruth Chepngetich bei den Frauen mit 2:09:56 h gelang. Es waren die Weltrekorde fünf und sechs auf der Strecke.

## Strecke
Der Start befindet sich im Grant Park auf dem Columbus Drive. Nach einer kurzen Schleife, die nordwärts auf das linke Ufer des Chicago River führt, wird der Loop, der Innenstadtbereich von Chicago durchlaufen. Über den LaSalle Drive geht es dann nach Norden in den Lincoln Park und zum Belmont Harbor, wo nach 12 km der nördlichste Punkt der Strecke erreicht wird. Nach weiteren acht Kilometern ist man wieder im Loop angelangt. Nun biegt der Kurs nach Westen auf die Adams Street. Kurz hinter dem United Center ist nach 24 km der westlichste Punkt der Strecke an der Damen Avenue. Danach passiert man die University of Illinois at Chicago und durchquert Little Italy. Im Zickzack geht es nun weiter nach Südosten, wo sich bei km 37 in der Nähe der Crown Hall der südlichste Punkt der Strecke befindet. Über die Michigan Avenue kehrt man nordwärts ins Stadtzentrum zurück und biegt am One Museum Park in den Grant Park ein, wo auf dem Columbus Drive ins Ziel einläuft.

## Statistik

### Streckenrekorde
- Männer: 2:00:35 h, Kelvin Kiptum (KEN), 2023, Weltrekord
- Frauen: 2:09:56 h, Ruth Chepngetich (KEN), 2024, Weltrekord

Damit rangiert der Chicago-Marathon, mit 4:10:31 h, auf der Liste der schnellsten Marathonveranstaltungen (ermittelt durch Addition der Streckenrekorde) auf Platz 1 weltweit.

### Siegerliste
Quelle für Ergebnisse: Website des Veranstalters und ARRS
| Datum         | Männer                      | Nation                 | Zeit       | Frauen                      | Nation                 | Zeit       |
| ------------- | --------------------------- | ---------------------- | ---------- | --------------------------- | ---------------------- | ---------- |
| 13. Okt. 2024 | John Korir                  | Kenia                  | 2:02:44    | Ruth Chepngetich -3-        | Kenia                  | 2:09:56 WR |
| 8. Okt. 2023  | Kelvin Kiptum               | Kenia                  | 2:00:35 WR | Sifan Hassan                | Niederlande            | 2:13:44 ER |
| 9. Okt. 2022  | Benson Kipruto              | Kenia                  | 2:04:24    | Ruth Chepngetich -2-        | Kenia                  | 2:14:18    |
| 10. Okt. 2021 | Seifu Tura                  | Äthiopien              | 2:06:12    | Ruth Chepngetich            | Kenia                  | 2:22:31    |
| 13. Okt. 2019 | Lawrence Cherono            | Kenia                  | 2:05:45    | Brigid Kosgei -2-           | Kenia                  | 2:14:04 WR |
| 7. Okt. 2018  | Mo Farah                    | Vereinigtes Königreich | 2:05:11    | Brigid Kosgei               | Kenia                  | 2:18:35    |
| 8. Okt. 2017  | Galen Rupp                  | Vereinigte Staaten     | 2:09:20    | Tirunesh Dibaba             | Äthiopien              | 2:18:31    |
| 9. Okt. 2016  | Abel Kirui                  | Kenia                  | 2:11:23    | Florence Jebet Kiplagat -2- | Kenia                  | 2:21:32    |
| 11. Okt. 2015 | Dickson Kiptolo Chumba      | Kenia                  | 2:09:25    | Florence Jebet Kiplagat     | Kenia                  | 2:23:33    |
| 12. Okt. 2014 | Eliud Kipchoge              | Kenia                  | 2:04:11    | Mare Dibaba                 | Äthiopien              | 2:25:37    |
| 13. Okt. 2013 | Dennis Kipruto Kimetto      | Kenia                  | 2:03:45    | Rita Jeptoo Sitienei        | Kenia                  | 2:19:57    |
| 7. Okt. 2012  | Tsegay Kebede               | Äthiopien              | 2:04:38    | Atsede Baysa -2-            | Äthiopien              | 2:22:04    |
| 9. Okt. 2011  | Moses Cheruiyot Mosop       | Kenia                  | 2:05:37    | Ejegayehu Dibaba            | Äthiopien              | 2:22:09    |
| 10. Okt. 2010 | Samuel Kamau Wanjiru -2-    | Kenia                  | 2:06:24    | Atsede Baysa                | Äthiopien              | 2:23:40    |
| 11. Okt. 2009 | Samuel Kamau Wanjiru        | Kenia                  | 2:05:41    | Irina Mikitenko             | Deutschland            | 2:26:31    |
| 12. Okt. 2008 | Evans Kiprop Cheruiyot      | Kenia                  | 2:06:25    | Lidija Grigorjewa           | Russland               | 2:27:17    |
| 7. Okt. 2007  | Patrick Mutuku Ivuti        | Kenia                  | 2:11:11    | Berhane Adere -2-           | Äthiopien              | 2:33:49    |
| 22. Okt. 2006 | Robert Kipkoech Cheruiyot   | Kenia                  | 2:07:35    | Berhane Adere               | Äthiopien              | 2:20:42    |
| 9. Okt. 2005  | Felix Limo                  | Kenia                  | 2:07:02    | Deena Kastor                | Vereinigte Staaten     | 2:21:25    |
| 10. Okt. 2004 | Evans Rutto -2-             | Kenia                  | 2:06:16    | Constantina Tomescu         | Rumänien               | 2:23:45    |
| 12. Okt. 2003 | Evans Rutto                 | Kenia                  | 2:05:50    | Swetlana Sacharowa          | Russland               | 2:23:07    |
| 13. Okt. 2002 | Khalid Khannouchi -4-       | Vereinigte Staaten     | 2:05:56    | Paula Radcliffe             | Vereinigtes Königreich | 2:17:18 WR |
| 7. Okt. 2001  | Benedict Muli Kimondiu      | Kenia                  | 2:08:52    | Catherine Ndereba -2-       | Kenia                  | 2:18:47 WR |
| 22. Okt. 2000 | Khalid Khannouchi -3-       | Vereinigte Staaten     | 2:07:01    | Catherine Ndereba           | Kenia                  | 2:21:33    |
| 24. Okt. 1999 | Khalid Khannouchi -2-       | Marokko                | 2:05:42 WR | Joyce Chepchumba -2-        | Kenia                  | 2:25:59    |
| 11. Okt. 1998 | Ondoro Osoro                | Kenia                  | 2:06:54    | Joyce Chepchumba            | Kenia                  | 2:23:57    |
| 19. Okt. 1997 | Khalid Khannouchi           | Marokko                | 2:07:10    | Marian Sutton -2-           | Vereinigtes Königreich | 2:29:03    |
| 20. Okt. 1996 | Paul Evans                  | Vereinigtes Königreich | 2:08:52    | Marian Sutton               | Vereinigtes Königreich | 2:30:41    |
| 15. Okt. 1995 | Eamonn Martin               | Vereinigtes Königreich | 2:11:18    | Ritva Lemettinen -2-        | Finnland               | 2:28:27    |
| 30. Okt. 1994 | Luíz Antônio dos Santos -2- | Brasilien              | 2:11:16    | Kristy Johnston             | Vereinigte Staaten     | 2:31:34    |
| 31. Okt. 1993 | Luíz Antônio dos Santos     | Brasilien              | 2:13:15    | Ritva Lemettinen            | Finnland               | 2:33:18    |
| 25. Okt. 1992 | José César de Souza         | Brasilien              | 2:16:14    | Linda Somers                | Vereinigte Staaten     | 2:37:41    |
| 27. Okt. 1991 | Joseildo Rocha da Silva     | Brasilien              | 2:14:33    | Midde Hamrin                | Schweden               | 2:36:21    |
| 28. Okt. 1990 | Martín Pitayo               | Mexiko                 | 2:09:41    | Aurora Cunha                | Portugal               | 2:30:11    |
| 29. Okt. 1989 | Paul Davies-Hale            | Vereinigtes Königreich | 2:11:25    | Lisa Weidenbach -2-         | Vereinigte Staaten     | 2:28:15    |
| 31. Okt. 1988 | Alejandro Cruz              | Mexiko                 | 2:08:57    | Lisa Weidenbach             | Vereinigte Staaten     | 2:29:17    |
| 25. Okt. 1987 | nur Halbmarathon            |                        |            | nur Halbmarathon            |                        |            |
| 26. Okt. 1986 | Toshihiko Seko              | Japan                  | 2:08:27    | Ingrid Kristiansen          | Norwegen               | 2:27:08    |
| 20. Okt. 1985 | Steve Jones -2-             | Vereinigtes Königreich | 2:07:13    | Joan Benoit                 | Vereinigte Staaten     | 2:21:21    |
| 21. Okt. 1984 | Steve Jones                 | Vereinigtes Königreich | 2:08:05 WR | Rosa Mota -2-               | Portugal               | 2:26:01    |
| 16. Okt. 1983 | Joseph Nzau                 | Kenia                  | 2:09:44    | Rosa Mota                   | Portugal               | 2:31:12    |
| 26. Sep. 1982 | Greg Meyer                  | Vereinigte Staaten     | 2:10:59    | Nancy Conz                  | Vereinigte Staaten     | 2:33:23    |
| 27. Sep. 1981 | Phil Coppess                | Vereinigte Staaten     | 2:16:13    | Tina Gandy                  | Vereinigte Staaten     | 2:49:39    |
| 28. Sep. 1980 | Frank Richardson            | Vereinigte Staaten     | 2:14:04    | Sue Peterson                | Vereinigte Staaten     | 2:45:03    |
| 21. Okt. 1979 | Dan Cloeter -2-             | Vereinigte Staaten     | 2:23:20    | Laura Michalek              | Vereinigte Staaten     | 3:15:45    |
| 24. Sep. 1978 | Mark Stanforth              | Vereinigte Staaten     | 2:19:20    | Lynae Larson                | Vereinigte Staaten     | 2:59:25    |
| 25. Sep. 1977 | Dan Cloeter                 | Vereinigte Staaten     | 2:17:52    | Dorothy Doolittle           | Vereinigte Staaten     | 2:50:47    |